# Cicero (Illinois)
Cicero is een stad (incorporated town) in de Verenigde Staten. De stad ligt in de staat Illinois, in de Cook County en telt 83.102 inwoners (juli 2004). Ze ligt dicht bij de grote stad Chicago. Cicero was genoemd naar de stad Cicero (New York), die op haar beurt genoemd was naar Marcus Tullius Cicero, de Romeinse redenaar.

Gangster Al Capone was er een tijdje actief voordat hij terug naar Chicago ging.

## Geboren in Cicero
- Paul Marcinkus (1922-2006), r.k. aartsbisschop en Vaticaans bankier

## Plaatsen in de nabije omgeving
De onderstaande figuur toont nabijgelegen plaatsen in een straal van 8 km rond Cicero.